# کفر نبوده
کفر نبوده (به عربی: کفر نبودة) یک روستا در سوریه است که در استان حماه واقع شده‌است. کفر نبوده ۱۳٬۵۱۳ نفر جمعیت دارد.